# OPENREC
株式会社OPENREC（オープンレック）は、ライブ配信プラットフォーム「OPENREC.tv（オープンレック・ティービー）」の企画・開発・運営を行う企業。株式会社DONUTSの子会社。

## 企業沿革
- 2022年12月28日 - 新設分割により株式会社CyberZのOPENREC事業を継承した株式会社OPENRECを設立[3]
- 2023年
  - 2月15日 - 株式会社DONUTSが株式会社OPENRECの発行済株式の大部分を取得し子会社化[4]
  - 3月25日・26日 - 幕張メッセにて、加藤純一 presents「配信者ハイパーゲーム大会」を開催[5]
  - 5月 - 東京都新宿区西新宿1丁目に本社移転
  - 7月 - 横須賀市の「Yokosuka e-Sports Partners」制度に参画[6]
  - 7月 - 株式会社eStreamと共同でオリジナルアパレルブランド『with mellow』の設立し、某人気ストリーマーのオリジナルアパレル商品を販売を開始[7]
  - 12月16日 - OPENREC主催イベントのグッズ会場受取・当日購入・ランダムトイができるアプリ『OPENREC Goods』とオンラインガチャサービス『OPENRECガチャ』のサービス提供を開始[8]
- 2024年
  - 3月16日・17日 - Kアリーナ横浜にて、加藤純一 presents「第二回 配信者ハイパーゲーム大会」を開催[9]
  - 5月8日 - Aqua Clara Lemon Gas Pegasus Tech Ventures, L.P.（アクアクララレモンガスホールディングス株式会社と米ペガサス・テック・ベンチャーズとの共同出資CVC）、Pegasus Tech  Ventures, Inc.（セガサミーホールディングス株式会社と米ペガサス・テック・ベンチャーズとの共同出資CVC）、株式会社GENDA Capital、株式会社アコード・ベンチャーズ、日本グロースキャピタル投資法人（野村スパークス・インベストメント株式会社が運用）、株式会社ベクトルを引受先とする第三者割当増資、ならびに金融機関からの借入を合わせ、約24億円の資金調達を実施[10]
  - 10月3日 - オリジナルアパレルブランド『with mellow』の公式オンラインストア『with mellow Store』をオープン[11]
- 2025年
  - 1月21日 - オリジナルIPの創出及び展開の強化による事業拡大を目的としたセカンダリー取引を実施し、NTTドコモ・ベンチャーズ、ココナラスキルパートナーズ（現：クレストスキルパートナーズ）、村上範義氏が株主として資本参画[12]
  - 3月 - 東京都渋谷区代々木1丁目に本社移転

## OPENREC.tv
OPENREC.tv（オープンレックティービー）は、株式会社OPENRECが運営するライブ配信プラットフォーム。
iOS／Androidのスマートフォンアプリと、ウェブブラウザでサービスを提供している。

### サービス沿革
- 2014年9月 - 株式会社CyberZによってスマホゲームに特化したプレイ動画共有サービス「OPENREC」としてサービスを開始[13]。
- 2015年4月 - 東京都内にゲーム実況専用スタジオ「OPENREC STUDIO」を開設[14]
- 2015年9月 - 東京ゲームショウ2015の「OPENREC by CyberZ」ブースから初のライブ配信を開始[15]。
- 2016年2月 - 「Android TV」に対応[16]
- 2016年11月 - 月額制のプレミアム会員機能をリリース[17]
- 2016年11月 - 「Amazon Fire TVシリーズ」に対応[18]
- 2017年1月14日 - 米モバイルゲーム「Vainglory」初となる東アジア地域でのe-Sportsプレミアリーグ「ARENA8」を日本独占配信[19]
- 2017年4月10日 - タレントの南明奈がOPENREC.tvオフィシャルストリーマーとしてゲーム実況配信を開始[20]
- 2017年4月28日 - 声優の優木かなが出演する新番組「プンジャミンの夜な夜な女子会」の初回放送が配信開始[21]
- 2017年7月 - 動画配信者向け収益化プログラム「OPENREC Creators Program」の運用を開始し、「エール機能」（投げ銭システム）の実装[22][23]。
- 2017年8月 - 簡単にゲーム大会が開催出来る機能「OPENREC ARENA（オープンレックアリーナ）」の提供を開始[24]
- 2017年10月 - OPENREC.tvの生放送番組とTwitterを連動できる広告パッケージプラン「インストリーム動画スポンサーシップ」を提供開始[25]
- 2017年11月 - 視聴者との遅延を大幅に低減した「超低遅延モード」のβ版をリリース[26]
- 2018年4月 - スマートフォンのみでゲーム実況ができるライブ配信機能をリリース[27]
- 2018年9月 - 視聴者とのコミュニケーションと連動してゲーム実況画面上にエフェクトを表示することが出来るエフェクトツール「OPENRECキット」をリリース[28]
- 2018年10月 - OPENREC.tvのトップページのメインメニューに「VTuber」メニューを新設[29]
- 2018年12月 - フルHD・60fpsに対応した高画質で低遅延のライブ配信を実現する「超低遅延モード」を正式リリース[30]
- 2019年1月 - サイバーエージェントが提供している「FRESH LIVE（無料チャンネル）」とサービス統合[31]。
- 2019年12月13日 - Dead by Daylight公式番組「Blood party Friday」の初回放送を開始[32]
- 2020年4月23日 - 定額制サービス「OPENRECサブスク」の提供を開始[33]
- 2020年4月28日 - 多くのスポンサー企業と配信者を繋ぐ「OPENREC.tvスポンサーシップ(β版)」を開始[34]
- 2020年6月 - アーティストのライブ活動をサポートする有料配信サービス「SUPERLIVE by OPENREC」をリリース[35]
- 2021年1月 - 配信者向けの報酬制度「フェス」をリリース[36]
- 2021年12月 - 過去のライブ配信にコメントやスタンプ、エールを送信することができる、アーカイブコメント機能をリリース
- 2022年2月 - 応援する配信者にエールアイテムでデコレーションを加えた特別なファンレターを届けられる「ファンレター」機能をリリース
- 2022年2月 - YouTubeをユーザー同士で視聴できる「みんなでYouTube」をリリース
- 2022年12月3日 - 中野サンプラザホールにてOPENREC.tv 8周年を記念したオフラインイベント「オプフェス8」を開催[37]
- 2022年12月28日 - 会社分割により株式会社CyberZから株式会社OPENRECに運営会社が変更
- 2023年5月 - プレミアム会員（有料）に限定していた収益化プログラム「OPENREC Creators Program」の参加条件を変更し、誰でも無料で参加可能に変更[38]